# جزيرة أيون
جزيرة أيون هي جزيرة تقع بالقرب من ساحل شبه جزيرة تشوكشي في بحر سيبيريا الشرقي،معظم سكان الجزيرة من شعب تشوكشي ويعيشون على تربية قطعان الرنة.